# 赫拉克洛纳斯
君士坦丁·希拉克略（羅馬化：Hērákleios；626年—641年）俗称伊拉克罗纳斯或赫拉克洛纳斯（羅馬化：Hērákl[ei]onas），史学家偶尔会将其本名冠以编号希拉克略二世，是一位東羅馬帝國皇帝（641年2月－9月在位），他是皇帝希拉克略和其第二任妻子玛蒂娜皇后的儿子。

## 早年生活和家庭
赫拉克洛納斯於626年出生於索菲亞納郊外的宮殿。他是皇帝希拉克略與其侄女兼妻子瑪蒂娜的兒子，出生於希拉克略東征波斯帝國薩珊王朝（602年-628年的东罗马-萨珊战争）的時期。
在希拉克略統治下，由於美索不達米亞軍區未能納貢，帝國於639年遭到阿拉伯人（正統哈里發國）的入侵。埃德薩和達拉兩座城市很快就被攻下。同年，另一支由穆斯林將領阿姆鲁·本·阿斯率領的阿拉伯军队入侵了東羅馬的埃及行省。他迅速佔領了埃及的沿海城鎮，但由於約翰（埃及總督）率領的軍隊的頑強抵抗，他未能渡過尼羅河。約翰與阿姆鲁血戰，約翰陣亡。阿姆鲁被迫向正統哈里發欧麦尔·本·赫塔卜求援。約翰的軍隊被另一位將軍狄奧多爾所取代，狄奧多爾將軍隊集結在埃及的重要巴比倫要塞周圍。到640年夏天，阿慕爾的軍隊已增至約15,000人。憑藉這些士兵，阿姆鲁在巴比倫北部徹底擊敗了狄奧多爾，並圍攻了要塞。

## 生平
632年1月1日，希拉克略封赫拉克洛納斯為凱撒，並於638年7月4日在君士坦丁堡达佛涅宫聖斯蒂芬禮拜堂舉行的儀式上，進一步加冕為奥古斯都（共治皇帝），與他一同加冕的還有他的弟弟大卫，大衛也被加冕為凱撒。《典仪论》中保存了關於此次儀式的描述，其中記載赫拉克洛納斯的凱撒帽被摘下，換上了皇室皇冠。隨後，這頂凱撒帽被戴在大衛頭上。
希拉克略於641年2月11日死於水腫，將帝國留給了他的長子君士坦丁三世和赫拉克洛納斯共同統治。兩人皆於641年5月下旬加冕為皇帝。赫拉克洛納斯登基為共治皇帝時年僅15歲，而君士坦丁已28歲，這實際上將實權賦予了君士坦丁三世。許多民眾反對希拉克略的遺囑，因為赫拉克洛納斯是叔侄通婚的產物，許多人認為這種婚姻不合法，赫拉克洛納斯也因此成了私生子。同樣令人反感的是，君士坦丁三世十歲的兒子君士坦斯二世未能與君士坦丁和赫拉克洛納斯同時登基，這打破了在可能的情況下由長子繼承父親皇位的傳統。人們也認為，未能登基可能使他完全喪失了繼承權。
君士坦丁登基後不久，他的財政大臣菲拉格里烏斯告知他，希拉克略為瑪蒂娜設立了一個秘密基金，由君士坦丁堡大牧首皮洛士管理。君士坦丁沒收了這筆錢，並將其用於支付春季軍餉的預算。這筆軍餉加上佔軍餉一半的傳統附加捐獻，總額高達2,016,000苏勒德斯。君士坦丁任命瓦倫丁為東部軍隊的指揮官，希望至少保住埃及海岸線。然而，將軍狄奧多爾仍然無法擊退阿拉伯人的進攻。君士坦丁召喚了亞歷山大的居魯士，並任命他為埃及總督，並指示他準備增援亞歷山大。在入侵開始之前，巴比倫要塞向阿拉伯投降，阿拉伯人得以圍攻亞歷山大。
希拉克略的遺囑也規定，瑪蒂娜應擔任母親和攝政皇太后（分享重要權力），但這部分內容被元老院否決。由於赫拉克洛納斯年紀輕輕，瑪蒂娜便透過他來統治，並始終反對君士坦丁三世的政策，這導致了兩個不同政治派系的出現。君士坦丁派最初勢力較大，但隨著經濟衰退以及埃及被阿拉伯人佔領，其控制力逐漸減弱。不久之後，君士坦丁三世於641年5月25日死於晚期肺結核，儘管君士坦丁三世的一些支持者聲稱是皇太后毒害了他，使得赫拉克洛納斯成為唯一的統治者，由瑪蒂娜掌握實權。

### 唯一統治者和倒台

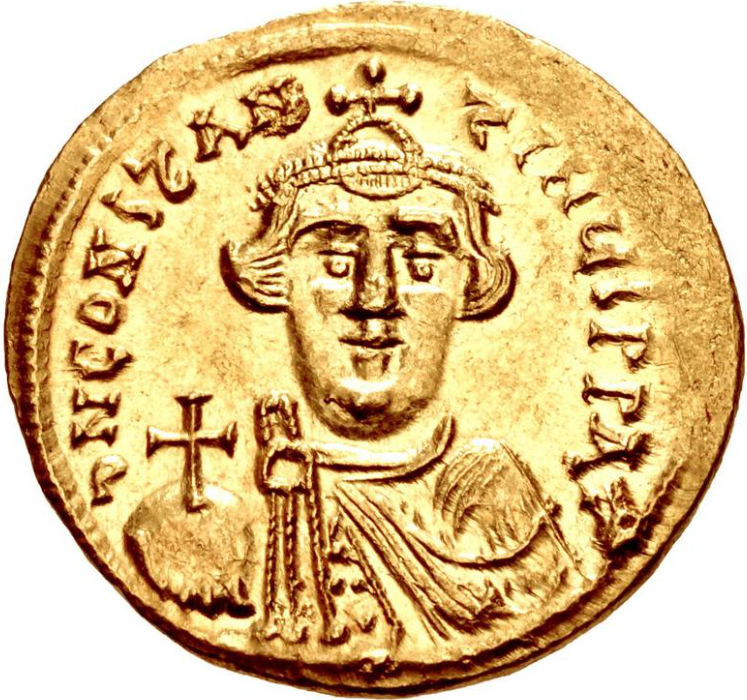
君士坦斯二世的苏勒德斯钱币

瑪蒂娜維護了君士坦丁的計劃，並派遣居魯士率領大部分駐軍前往亞歷山大。隨後，她又召集色雷斯軍隊前往君士坦丁堡接替他們。大約在這個時候，瑪蒂娜的一位頗具影響力的顧問，大牧首皮洛士成功地恢復了基督一志論的政策。由於這項政策，一志論者居魯士重新控制了亞歷山大牧首，賦予了他宗教和世俗的控制權。瑪蒂娜指示居魯士嘗試與阿拉伯人談判，因為他們認為自己無法在軍事上擊敗阿拉伯人。居魯士在巴比倫要塞與阿姆魯會面，並同意投降埃及給正統哈里發國。
瑪蒂娜遭到瓦倫丁的反對，因為他在安納托利亞遙不可及，儘管她將瓦倫丁的庇護人菲拉格里烏斯流放到了阿非利加总督区。由於謠言四起稱瑪蒂娜毒害了君士坦丁三世，並支持一志論，赫拉克洛納斯和瑪蒂娜失去了元老院和民眾的支持。 同時，由於瑪蒂娜無法籌集足夠的資金來匹配君士坦丁的軍餉捐贈，赫拉克洛納斯和瑪蒂娜與軍隊的關係也受到影響。
641年8月，瓦倫丁將军率軍進軍迦克墩，迫使瑪蒂娜擁立君士坦斯二世為共治皇帝。當瓦倫丁在博斯普魯斯海峽對岸的君士坦丁堡紮營時，城內爆發了一場暴亂，要求大牧首皮洛士加冕君士坦斯二世為皇帝，然後下台，由他的管家保羅二世任大牧首。瑪蒂娜此時慌了，她向軍隊提供了更多的捐助，從阿非利加总督区召回了菲拉格里烏斯，並授予瓦倫丁禁衛軍（Excubitors）的指揮官的頭銜。 9月下旬/10月，瑪蒂娜擢升君士坦斯為共治皇帝，但也為赫拉克洛納斯的弟弟大卫加冕。儘管有這些提議，瓦倫丁還是在10月/11月攻入城內，廢黜了赫拉克洛納斯和瑪蒂娜，然後擁立君士坦斯為皇帝。瓦倫丁不願殺死一名婦女和兒童，但在642年1月割掉了瑪蒂娜的舌頭（肉刑），割掉了赫拉克洛納斯的鼻子（劓刑），然後將他們流放到羅德島；這被認為是東羅馬帝國第一次通過對囚犯進行政治殘害來表明該人不再擁有政治權力。此後，人們對他們失去了了解，儘管人們認為赫拉克洛納斯於642年去世，很可能是在羅德島。